# Giải vô địch bóng đá nữ thế giới 2023 (Bảng D)
Bảng D của giải vô địch bóng đá nữ thế giới 2023 sẽ diễn ra từ ngày 22 tháng 7 đến ngày 1 tháng 8 năm 2023. Bảng này bao gồm Anh, Haiti, Đan Mạch và Trung Quốc. Hai đội tuyển đứng đầu sẽ giành quyền vào vòng 16 đội.

## Các đội tuyển
| Vị trí bốc thăm | Đội tuyển  | Nhóm hạt giống | Liên đoàn | Tư cách vòng loại                  | Ngày vượt qua vòng loại | Tham dự chung kết | Tham dự cuối cùng | Thành tích tốt nhất lần trước | Bảng xếp hạng FIFA | Bảng xếp hạng FIFA |
| Vị trí bốc thăm | Đội tuyển  | Nhóm hạt giống | Liên đoàn | Tư cách vòng loại                  | Ngày vượt qua vòng loại | Tham dự chung kết | Tham dự cuối cùng | Thành tích tốt nhất lần trước | Tháng 10 năm 2022  | Tháng 6 năm 2023   |
| --------------- | ---------- | -------------- | --------- | ---------------------------------- | ----------------------- | ----------------- | ----------------- | ----------------------------- | ------------------ | ------------------ |
| D1              | Anh        | 1              | UEFA      | Nhất Bảng D khu vực châu Âu        | 3 tháng 9 năm 2022      | Lần thứ 6         | 2019              | Hạng ba (2015)                | 4                  | 4                  |
| D2              | Haiti      | 4              | CONCACAF  | Thắng play-off Bảng B              | 22 tháng 2 năm 2023     | Lần đầu           | —                 | —                             | 56                 | 53                 |
| D3              | Đan Mạch   | 3              | UEFA      | Nhất Bảng E khu vực châu Âu        | 2 tháng 5 năm 2022      | Lần thứ 5         | 2007              | Tứ kết (1991, 1995)           | 18                 | 13                 |
| D4              | Trung Quốc | 2              | AFC       | Vô địch Cúp bóng đá nữ châu Á 2022 | 30 tháng 1 năm 2022     | Lần thứ 8         | 2019              | Á quân (1999)                 | 15                 | 14                 |

Ghi chú
1. ↑  Bảng xếp hạng vào Tháng 10 năm 2022 sẽ được sử dụng làm hạt giống cho buổi lễ bốc thăm.

## Bảng xếp hạng
| VT | Đội        | ST | T | H | B | BT | BB | HS | Đ | Giành quyền tham dự                 |
| -- | ---------- | -- | - | - | - | -- | -- | -- | - | ----------------------------------- |
| 1  | Anh        | 3  | 3 | 0 | 0 | 8  | 1  | +7 | 9 | Đi tiếp vào vòng đấu loại trực tiếp |
| 2  | Đan Mạch   | 3  | 2 | 0 | 1 | 3  | 1  | +2 | 6 | Đi tiếp vào vòng đấu loại trực tiếp |
| 3  | Trung Quốc | 3  | 1 | 0 | 2 | 2  | 7  | −5 | 3 |                                     |
| 4  | Haiti      | 3  | 0 | 0 | 3 | 0  | 4  | −4 | 0 |                                     |

Ở vòng 16 đội:
- Đội nhất bảng D sẽ đấu với đội nhì bảng B.
- Đội nhì bảng D sẽ đấu với đội nhất bảng B.

## Các trận đấu
Tất cả trận đấu được liệt kê theo giờ địa phương.

### Anh vs Haiti
| Anh                   | 1–0      | Haiti |
| --------------------- | -------- | ----- |
| - Stanway 29' (ph.đ.) | Chi tiết |       |

| Anh | Haiti |

| GK               | 1  | Mary Earps        |       |     |
| RB               | 2  | Lucy Bronze       |       |     |
| CB               | 6  | Millie Bright (c) |       |     |
| CB               | 5  | Alex Greenwood    |       |     |
| LB               | 16 | Jess Carter       |       |     |
| DM               | 4  | Keira Walsh       |       |     |
| CM               | 10 | Ella Toone        |       |     |
| CM               | 8  | Georgia Stanway   | 45+9' |     |
| RF               | 18 | Chloe Kelly       |       |     |
| CF               | 23 | Alessia Russo     |       | 76' |
| LF               | 11 | Lauren Hemp       | 51'   | 61' |
| Thay người:      |    |                   |       |     |
| FW               | 7  | Lauren James      |       | 61' |
| FW               | 9  | Rachel Daly       |       | 76' |
| Huấn luyện viên: |    |                   |       |     |
| Sarina Wiegman   |    |                   |       |     |

| GK               | 1  | Kerly Théus          |     |       |
| RB               | 13 | Betina Petit-Frère   |     |       |
| CB               | 3  | Jennyfer Limage      |     | 31'   |
| CB               | 4  | Tabita Joseph        |     |       |
| LB               | 20 | Kethna Louis         |     |       |
| RM               | 7  | Batcheba Louis       |     | 90+3' |
| CM               | 9  | Sherly Jeudy         |     |       |
| CM               | 19 | Dayana Pierre-Louis  | 19' |       |
| LM               | 10 | Nérilia Mondésir (c) |     |       |
| CF               | 22 | Roselord Borgella    |     | 78'   |
| CF               | 6  | Melchie Dumornay     |     |       |
| Thay người:      |    |                      |     |       |
| DF               | 21 | Ruthny Mathurin      |     | 31'   |
| FW               | 11 | Roseline Éloissaint  |     | 76'   |
| FW               | 15 | Darlina Joseph       |     | 90+3' |
| Huấn luyện viên: |    |                      |     |       |
| Nicolas Delépine |    |                      |     |       |

| Cầu thủ xuất sắc của trận đấu: Georgia Stanway (Anh) Trợ lý trọng tài: Migdalia Rodríguez Chirino (Venezuela) Mary Blanco Bolívar (Colombia) Trọng tài thứ tư: Marianela Araya (Costa Rica) Trọng tài video: Juan Soto (Venezuela) Trợ lý trọng tài video: Nicolás Gallo (Colombia) Trợ lý trọng tài video (việt vị): Neuza Back (Brasil) |

### Đan Mạch vs Trung Quốc
| Đan Mạch         | 1–0      | Trung Quốc |
| ---------------- | -------- | ---------- |
| - Vangsgaard 90' | Chi tiết |            |

| Đan Mạch | Trung Quốc |

| GK               | 1  | Lene Christensen          |     |     |
| RB               | 4  | Rikke Sevecke             | 40' |     |
| CB               | 3  | Stine Ballisager Pedersen |     |     |
| CB               | 5  | Simone Boye Sørensen      |     |     |
| LB               | 11 | Katrine Veje              |     |     |
| DM               | 6  | Karen Holmgaard           |     |     |
| CM               | 2  | Josefine Hasbo            |     |     |
| CM               | 12 | Kathrine Møller Kühl      |     | 62' |
| RF               | 19 | Janni Thomsen             |     | 85' |
| CF               | 10 | Pernille Harder (c)       |     |     |
| LF               | 14 | Nicoline Sørensen         |     | 72' |
| Thay người:      |    |                           |     |     |
| FW               | 20 | Signe Bruun               |     | 62' |
| FW               | 17 | Rikke Madsen              |     | 72' |
| FW               | 9  | Amalie Vangsgaard         |     | 85' |
| Huấn luyện viên: |    |                           |     |     |
| Lars Søndergaard |    |                           |     |     |

| GK               | 12 | Xu Huan           |  |       |
| RB               | 2  | Li Mengwen        |  | 85'   |
| CB               | 17 | Wu Chengshu       |  | 90+1' |
| CB               | 8  | Yao Wei           |  |       |
| LB               | 15 | Chen Qiaozhu      |  |       |
| RM               | 6  | Zhang Xin         |  | 46'   |
| CM               | 13 | Yang Lina         |  |       |
| CM               | 10 | Zhang Rui         |  |       |
| LM               | 19 | Zhang Linyan      |  |       |
| CF               | 14 | Lou Jiahui        |  | 78'   |
| CF               | 11 | Wang Shanshan (c) |  |       |
| Thay người:      |    |                   |  |       |
| FW               | 7  | Wang Shuang       |  | 46'   |
| MF               | 9  | Shen Mengyu       |  | 78'   |
| DF               | 23 | Gao Chen          |  | 85'   |
| MF               | 21 | Gu Yasha          |  | 90+1' |
| Huấn luyện viên: |    |                   |  |       |
| Shui Qingxia     |    |                   |  |       |

| Cầu thủ xuất sắc của trận đấu: Amalie Vangsgaard (Đan Mạch) Trợ lý trọng tài: Chantal Boudreau (Canada) Stephanie Yee Sing (Jamaica) Trọng tài thứ tư: Akhona Makalima (Nam Phi) Trọng tài video: Armando Villarreal (Hoa Kỳ) Trợ lý trọng tài video: Alejandro Hernández Hernández (Tây Ban Nha) Trợ lý trọng tài video (việt vị): Shirley Perelló (Honduras) |

### Anh vs Đan Mạch
| Anh        | 1–0      | Đan Mạch |
| ---------- | -------- | -------- |
| - James 6' | Chi tiết |          |

| Anh | Đan Mạch |

| GK               | 1  | Mary Earps        |  |     |
| RB               | 2  | Lucy Bronze       |  |     |
| CB               | 6  | Millie Bright (c) |  |     |
| CB               | 5  | Alex Greenwood    |  |     |
| LB               | 9  | Rachel Daly       |  |     |
| DM               | 4  | Keira Walsh       |  | 38' |
| CM               | 10 | Ella Toone        |  | 76' |
| CM               | 8  | Georgia Stanway   |  |     |
| RF               | 7  | Lauren James      |  |     |
| CF               | 23 | Alessia Russo     |  | 76' |
| LF               | 18 | Chloe Kelly       |  |     |
| Thay người:      |    |                   |  |     |
| MF               | 17 | Laura Coombs      |  | 38' |
| FW               | 11 | Lauren Hemp       |  | 76' |
| FW               | 19 | Bethany England   |  | 76' |
| Huấn luyện viên: |    |                   |  |     |
| Sarina Wiegman   |    |                   |  |     |

| GK               | 1  | Lene Christensen          |  |     |
| RB               | 4  | Rikke Sevecke             |  |     |
| CB               | 3  | Stine Ballisager Pedersen |  | 76' |
| CB               | 5  | Simone Boye Sørensen      |  |     |
| LB               | 11 | Katrine Veje              |  |     |
| DM               | 6  | Karen Holmgaard           |  | 87' |
| CM               | 2  | Josefine Hasbo            |  | 71' |
| CM               | 12 | Kathrine Møller Kühl      |  |     |
| RF               | 19 | Janni Thomsen             |  |     |
| CF               | 10 | Pernille Harder (c)       |  |     |
| LF               | 17 | Rikke Madsen              |  | 76' |
| Thay người:      |    |                           |  |     |
| FW               | 9  | Amalie Vangsgaard         |  | 71' |
| DF               | 15 | Frederikke Thøgersen      |  | 76' |
| MF               | 14 | Nicoline Sørensen         |  | 76' |
| MF               | 7  | Sanne Troelsgaard Nielsen |  | 87' |
| Huấn luyện viên: |    |                           |  |     |
| Lars Søndergaard |    |                           |  |     |

| Cầu thủ xuất sắc của trận đấu: Lauren James (Anh) Trợ lý trọng tài: Lucie Ratajová (Cộng hòa Séc) Polyxeni Irodotou (Síp) Trọng tài thứ tư: Oh Hyeon-jeong (Hàn Quốc) Trọng tài video: Tatiana Guzmán (Nicaragua) Trợ lý trọng tài video: Carol Anne Chenard (Canada) Trợ lý trọng tài video (việt vị): Kathryn Nesbitt (Hoa Kỳ) |

### Trung Quốc vs Haiti
| Trung Quốc                | 1–0      | Haiti |
| ------------------------- | -------- | ----- |
| - Wang Shuang 74' (ph.đ.) | Chi tiết |       |

| Trung Quốc | Haiti |

| GK               | 1  | Zhu Yu            |     |     |
| RB               | 2  | Li Mengwen        |     |     |
| CB               | 11 | Wang Shanshan (c) |     |     |
| CB               | 8  | Yao Wei           |     |     |
| LB               | 15 | Chen Qiaozhu      |     |     |
| RM               | 16 | Yao Lingwei       |     | 82' |
| CM               | 10 | Zhang Rui         | 29' |     |
| CM               | 13 | Yang Lina         |     |     |
| LM               | 19 | Zhang Linyan      |     | 88' |
| CF               | 17 | Wu Chengshu       |     | 46' |
| CF               | 14 | Lou Jiahui        |     | 37' |
| Thay người:      |    |                   |     |     |
| MF               | 6  | Zhang Xin         |     | 37' |
| FW               | 7  | Wang Shuang       |     | 46' |
| DF               | 3  | Dou Jiaxing       |     | 82' |
| FW               | 18 | Tang Jiali        |     | 88' |
| Huấn luyện viên: |    |                   |     |     |
| Shui Qingxia     |    |                   |     |     |

| GK               | 1                | Kerly Théus          |        |     |
| RB               | 13               | Betina Petit-Frère   |        |     |
| CB               | 21               | Ruthny Mathurin      |        | 81' |
| CB               | 4                | Tabita Joseph        |        |     |
| LB               | 20               | Kethna Louis         |        |     |
| DM               | 9                | Sherly Jeudy         |        | 89' |
| CM               | 5                | Maudeline Moryl      |        | 46' |
| CM               | 19               | Dayana Pierre-Louis  |        | 81' |
| RF               | 7                | Batcheba Louis       |        | 64' |
| CF               | 22               | Roselord Borgella    |        |     |
| LF               | 10               | Nérilia Mondésir (c) |        |     |
| Thay người:      |                  |                      |        |     |
| MF               | 6                | Melchie Dumornay     | 63'    | 46' |
| FW               | 11               | Roseline Éloissaint  |        | 64' |
| DF               | 2                | Chelsea Surpris      |        | 81' |
| MF               | 8                | Danielle Étienne     |        | 81' |
| FW               | 17               | Shwendesky Joseph    |        | 89' |
| Huấn luyện viên: |                  |                      |        |     |
| Nicolas Delépine | Nicolas Delépine | Nicolas Delépine     | 90+13' |     |

| Cầu thủ xuất sắc của trận đấu: Wang Shuang (Trung Quốc) Trợ lý trọng tài: Guadalupe Porras Ayuso (Tây Ban Nha) Sanja Rođak-Karšić (Croatia) Trọng tài thứ tư: Marianela Araya (Costa Rica) Trọng tài video: Alejandro Hernández Hernández (Tây Ban Nha) Trợ lý trọng tài video: Juan Martínez Munuera (Tây Ban Nha) Trợ lý trọng tài video (việt vị): Mariana de Almeida (Argentina) |

### Trung Quốc vs Anh
| Trung Quốc                | 1–6      | Anh                                                           |
| ------------------------- | -------- | ------------------------------------------------------------- |
| - Wang Shuang 57' (ph.đ.) | Chi tiết | - Russo 4' - Hemp 26' - James 41', 65' - Kelly 77' - Daly 84' |

| Trung Quốc | Anh |

| GK               | 1  | Zhu Yu            |  |        |
| RB               | 2  | Li Mengwen        |  | 75'    |
| CB               | 11 | Wang Shanshan (c) |  |        |
| CB               | 8  | Yao Wei           |  |        |
| LB               | 15 | Chen Qiaozhu      |  |        |
| RM               | 7  | Wang Shuang       |  | 75'    |
| CM               | 16 | Yao Lingwei       |  | 90+3'  |
| CM               | 13 | Yang Lina         |  |        |
| LM               | 19 | Zhang Linyan      |  |        |
| CF               | 17 | Wu Chengshu       |  | 90+3'  |
| CF               | 14 | Lou Jiahui        |  | 90+11' |
| Thay người:      |    |                   |  |        |
| DF               | 5  | Wu Haiyan         |  | 75'    |
| MF               | 21 | Gu Yasha          |  | 75'    |
| DF               | 3  | Dou Jiaxing       |  | 90+3'  |
| MF               | 9  | Shen Mengyu       |  | 90+3'  |
| DF               | 4  | Wang Linlin       |  | 90+11' |
| Huấn luyện viên: |    |                   |  |        |
| Shui Qingxia     |    |                   |  |        |

| GK               | 1  | Mary Earps        |     |     |
| RB               | 2  | Lucy Bronze       | 56' | 71' |
| CB               | 6  | Millie Bright (c) |     |     |
| CB               | 5  | Alex Greenwood    |     |     |
| LB               | 9  | Rachel Daly       |     |     |
| DM               | 16 | Jess Carter       |     |     |
| CM               | 8  | Georgia Stanway   |     | 46' |
| CM               | 20 | Katie Zelem       |     |     |
| RF               | 7  | Lauren James      |     | 81' |
| CF               | 23 | Alessia Russo     |     | 71' |
| LF               | 11 | Lauren Hemp       |     | 71' |
| Thay người:      |    |                   |     |     |
| MF               | 17 | Laura Coombs      |     | 46' |
| FW               | 18 | Chloe Kelly       |     | 71' |
| FW               | 19 | Bethany England   |     | 71' |
| DF               | 3  | Niamh Charles     |     | 71' |
| MF               | 10 | Ella Toone        |     | 81' |
| Huấn luyện viên: |    |                   |     |     |
| Sarina Wiegman   |    |                   |     |     |

| Cầu thủ xuất sắc của trận đấu: Lauren James (Anh) Trợ lý trọng tài: Ramina Tsoi (Kyrgyzstan) Heba Saadieh (Palestine) Trọng tài thứ tư: Marianela Araya (Costa Rica) Trọng tài video: Juan Soto (Venezuela) Trợ lý trọng tài video: Daiane Muniz dos Santos (Brasil) Trợ lý trọng tài video (việt vị): Shirley Perello (Honduras) |

### Haiti vs Đan Mạch
| Haiti | 0–2      | Đan Mạch                              |
| ----- | -------- | ------------------------------------- |
|       | Chi tiết | - Harder 21' (ph.đ.) - Nielsen 90+10' |

| Haiti | Đan Mạch |

| GK               | 1  | Kerly Théus          |  |     |
| RB               | 13 | Betina Petit-Frère   |  | 87' |
| CB               | 4  | Tabita Joseph        |  |     |
| CB               | 20 | Kethna Louis         |  |     |
| LB               | 2  | Chelsea Surpris      |  |     |
| RM               | 7  | Batcheba Louis       |  |     |
| CM               | 9  | Sherly Jeudy         |  |     |
| CM               | 19 | Dayana Pierre-Louis  |  | 67' |
| LM               | 10 | Nérilia Mondésir (c) |  |     |
| CF               | 6  | Melchie Dumornay     |  |     |
| CF               | 11 | Roseline Éloissaint  |  |     |
| Thay người:      |    |                      |  |     |
| FW               | 22 | Roselord Borgella    |  | 67' |
| DF               | 21 | Ruthny Mathurin      |  | 87' |
| Huấn luyện viên: |    |                      |  |     |
| Nicolas Delépine |    |                      |  |     |

| GK               | 1  | Lene Christensen          |     |       |
| RB               | 19 | Janni Thomsen             |     |       |
| CB               | 4  | Rikke Sevecke             |     |       |
| CB               | 5  | Simone Boye Sørensen      |     |       |
| LB               | 11 | Katrine Veje              |     |       |
| DM               | 6  | Karen Holmgaard           | 66' | 80'   |
| CM               | 17 | Rikke Madsen              |     | 63'   |
| CM               | 12 | Kathrine Møller Kühl      |     | 80'   |
| RF               | 14 | Nicoline Sørensen         |     | 63'   |
| CF               | 10 | Pernille Harder (c)       |     | 90+2' |
| LF               | 9  | Amalie Vangsgaard         |     |       |
| Thay người:      |    |                           |     |       |
| FW               | 20 | Signe Bruun               |     | 63'   |
| FW               | 21 | Mille Gejl                |     | 63'   |
| MF               | 7  | Sanne Troelsgaard Nielsen |     | 80'   |
| MF               | 2  | Josefine Hasbo            |     | 80'   |
| DF               | 18 | Luna Gevitz               |     | 90+2' |
| Huấn luyện viên: |    |                           |     |       |
| Lars Søndergaard |    |                           |     |       |

| Cầu thủ xuất sắc của trận đấu: Pernille Harder (Đan Mạch) Trợ lý trọng tài: Park Mi-suk (Hàn Quốc) Makoto Bozono (Nhật Bản) Trọng tài thứ tư: Akhona Makalima (Nam Phi) Trọng tài video: Muhammad Taqi (Singapore) Trợ lý trọng tài video: Abdulla Al-Marri (Qatar) Trợ lý trọng tài video (việt vị): Neuza Back (Brasil) |

## Kỷ luật của bảng đấu
Điểm kỷ luật sẽ được sử dụng như một tiêu chí xếp hạng nếu thành tích chung cuộc và thành tích đối đầu của các đội bằng nhau. Điểm này được tính dựa trên số thẻ vàng và thẻ đỏ nhận được trong tất cả các trận đấu vòng bảng như sau:
- thẻ vàng thứ nhất: trừ 1 điểm;
- thẻ đỏ gián tiếp (thẻ vàng thứ hai): trừ 3 điểm;
- thẻ đỏ trực tiếp: trừ 4 điểm;
- thẻ vàng và thẻ đỏ trực tiếp: trừ 5 điểm;

Chỉ một trong số các khoản trừ trên được áp dụng cho một cầu thủ trong một trận đấu duy nhất.
| Đội        | Trận 1   | Trận 1                                    | Trận 1 | Trận 1            | Trận 2   | Trận 2                                    | Trận 2 | Trận 2            | Trận 3   | Trận 3                                    | Trận 3 | Trận 3            | Điểm |
| Đội        | Thẻ vàng | Thẻ vàng · Thẻ vàng-đỏ (thẻ đỏ gián tiếp) | Thẻ đỏ | Thẻ vàng · Thẻ đỏ | Thẻ vàng | Thẻ vàng · Thẻ vàng-đỏ (thẻ đỏ gián tiếp) | Thẻ đỏ | Thẻ vàng · Thẻ đỏ | Thẻ vàng | Thẻ vàng · Thẻ vàng-đỏ (thẻ đỏ gián tiếp) | Thẻ đỏ | Thẻ vàng · Thẻ đỏ | Điểm |
| ---------- | -------- | ----------------------------------------- | ------ | ----------------- | -------- | ----------------------------------------- | ------ | ----------------- | -------- | ----------------------------------------- | ------ | ----------------- | ---- |
| Đan Mạch   | 1        |                                           |        |                   |          |                                           |        |                   | 1        |                                           |        |                   | –2   |
| Haiti      | 1        |                                           |        |                   | 1        |                                           |        |                   |          |                                           |        |                   | –2   |
| Anh        | 2        |                                           |        |                   |          |                                           |        |                   | 1        |                                           |        |                   | –3   |
| Trung Quốc |          |                                           |        |                   |          |                                           | 1      |                   |          |                                           |        |                   | –4   |